# Détroit de McClure

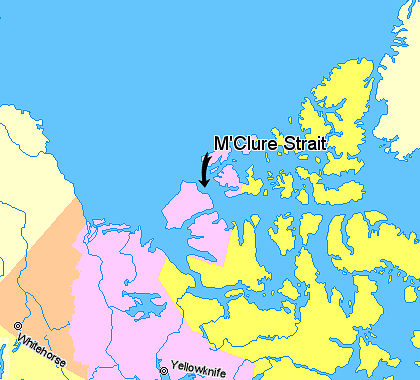
Détroit de McClure, Territoire du Nord-Ouest, Canada.
Nunavut
Territoire du Nord-Ouest
Yukon
Autres régions non-canadiennes

Le détroit de McClure (McClure Strait en anglais, et parfois appelé M'Clure Strait, autrement dit, le détroit de M'Clure en français) est un détroit situé au nord du Territoire du Nord-Ouest, au Canada.

## Description
Le détroit relie la mer de Beaufort, à l'ouest, avec le détroit du Vicomte Melville, à l'est. Il se trouve entre les îles de Prince Patrick Island, Eglinton Island et Melville Island, au nord, et Banks Island, au sud. Le détroit est régulièrement bloqué avec de la glace épaisse, et il est habituellement infranchissable en bateau. En 1969, le SS Manhattan a été libéré de la glace par un brise-glace canadien, et a été obligé de voyager par les eaux territoriales canadiennes pour accomplir son passage à l'ouest. Il y eut alors un conflit entre le Canada et les États-Unis à propos des limites territoriales.
En août 2007 et 2009, le détroit fut complètement ouvert et libéré de ses glaces. En août 2012, le voilier Belzebub II réussit à traverser le détroit. Il était dirigé par trois marins: les Québécois Nicolas et Morgan Peissel et le Suédois Edvin Buregren.
Le détroit a été nommé d'après le nom de Robert McClure, un explorateur britannique.